# Mina Koxhaku
Mina Koxhaku (ur. 1 stycznia 1950 w Beracie, zm. 29 lipca 2013 w Tiranie) – albański aktor teatralny i filmowy.

## Życiorys
W 1973 ukończył studia na wydziale aktorskim Instytutu Sztuk w Tiranie. Po studiach pracował w Teatrze Bylis w Fierze, do roku 2000. Na dużym ekranie zadebiutował w 1986 rolą Vaso w filmie fabularnym Shtëpia jonë e përbashkët. Zagrał osiem ról w albańskich filmach fabularnych.
W latach 2005–2013 pracował w Międzynarodowym Centrum Kultury im. Pjetera Arbnoriego w Tiranie.

## Role filmowe
- 1981: Dy herë mat jako Vaso
- 1981: Shtëpia jonë e përbashkët
- 1983: Dritat e qytezës jako Sefer
- 1984: Lundrimi i parë jako Vasili
- 1984: Shirat e vjeshtës jako Beni
- 1987: Një vit i gjatë
- 1988: Shpresa jako brygadzista Vasili
- 2000: Një baba tepër jako lekarz
- 2007: Mao Ce Dun jako Hysen